# 제네시스 GV80
제네시스 GV80은 제네시스에서 제조하는 대한민국의 후륜구동 기반 준대형 SUV이다.

## 1세대(JX1)

### GV80(2020년1월~2023년9월)
2020년 1월 15일에 출시되었으며, 3세대 G80의 후륜구동 플랫폼을 공용한다. 대한민국 자동차 업계 최초로 자체 개발한 모노코크 바디 타입의 후륜구동 기반 4WD SUV다. 주문자가 직접 자신의 차를 옵션을 추가하는 인디오더 시스템을 적용하였다.
디자인으로는 에센시아 컨셉트카에 적용된 사이드 펜더 턴 시그널이 장착되어 제네시스 브랜드의 디자인 패밀리룩을 이루었다. 전면부는 방패 형태의 대형 크레스트 그릴, 4개의 램프로 이루어진 쿼드램프를 적용했다. 측면부는 도어 상단부부터 후면부까지 이어지는 ‘파라볼릭 라인(Parabolic Line)’이 적용되어 완만한 포물선 형태를 띠고 있다. 물결 모양의 바퀴살 안쪽 곳곳에 지-매트릭스 문양이 적용된 22인치 휠을 적용했다. 후면부는 제네시스 레터링 엠블럼, 상하 2단으로 분리된 슬림형 쿼드 리어램프가 적용되어 있다.
내관 디자인은 전면부 중앙을 가로지르는 송풍구(에어벤트, Air Vent)를 통해 수평적인 공간감을 전달했고, 실내 중앙부(센터페시아, Center Fascia)의 조작버튼 개수를 줄여 편의성을 높였다. 주 조작부에는 전 조작계(다이얼, Dial) 방식의 전자식 변속기(SBW, Shift By Wire)를 적용했고, 지-매트릭스 문양을 활용해 조작 시 미끄럼을 방지하고 디자인 통일성을 전달되도록 했다
다.
동급 최초로 ARG 모션 시트를 장착해 운전자의 편의를 극대화하였다.
2020년 1월 첫 출시 때에는 278마력(2022년에 273마력으로 디튠) 직렬 6기통 3.0L 커먼레일 디젤 엔진을 먼저 적용하였으며, 2020년 3월 9일에 380마력 람다 V6 3.5L 가솔린 직분사 터보 엔진과 304마력 세타3 직렬 4기통 2.5L 가솔린 직분사 터보 엔진을 추가했다. 자동변속기는 모두 8단이다.
2021년 8월 30일, 연식 변경과 함께 2022 GV80를 정식 출시했으며, 기존 5/7인승 모델에서 2열 독립 시트가 적용된 6인승 모델이 추가됐다. 2열 시트에 1열과 동일한 가니쉬의 센터 콘솔, 무선 충전 시스템, 컵홀더, 수납함 등이 적용됐으며, 공기주머니를 활용해 에르고 모션 시트를 동승석에 장착하고 뒷좌석 듀얼 모니터를 탑재했다. 또한, 전륜 모노블럭 브레이크 캘리퍼를 가솔린 2.5 터보 모델과 3.0 디젤 모델에 확대 적용했으며, 가솔린 3.5 터보 모델의 캘리퍼에 브라운 계열의 코퍼 컬러를 추가했다.
외장 컬러는 마우나 레드, 바로사 버건디(유광/무광)가 추가됐으며, 내장 컬러는 스탠다드 디자인 모델에 어반 브라운, 바닐라 베이지 투톤 컬러가 추가됐다.

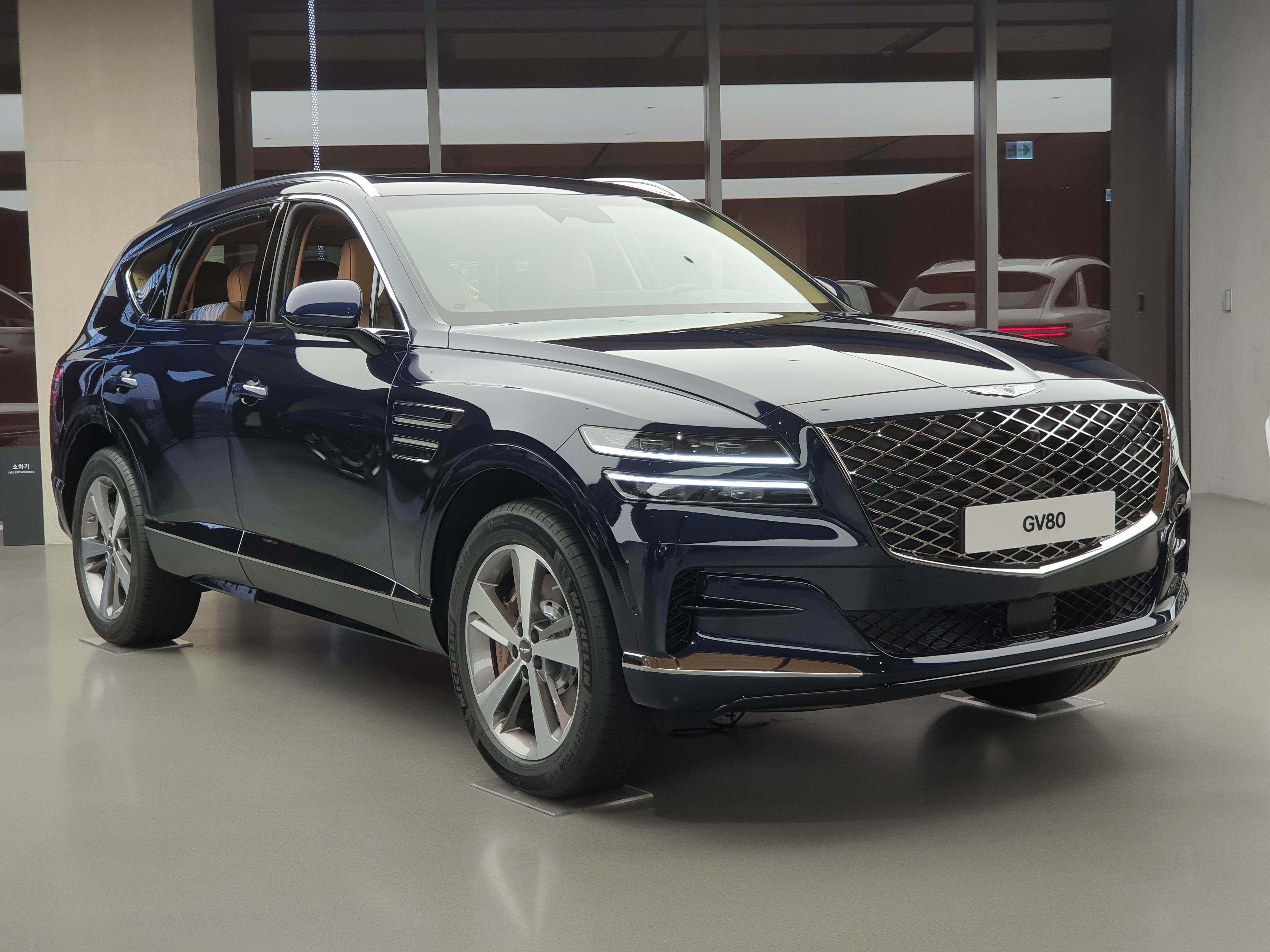
제네시스 GV80 전측면
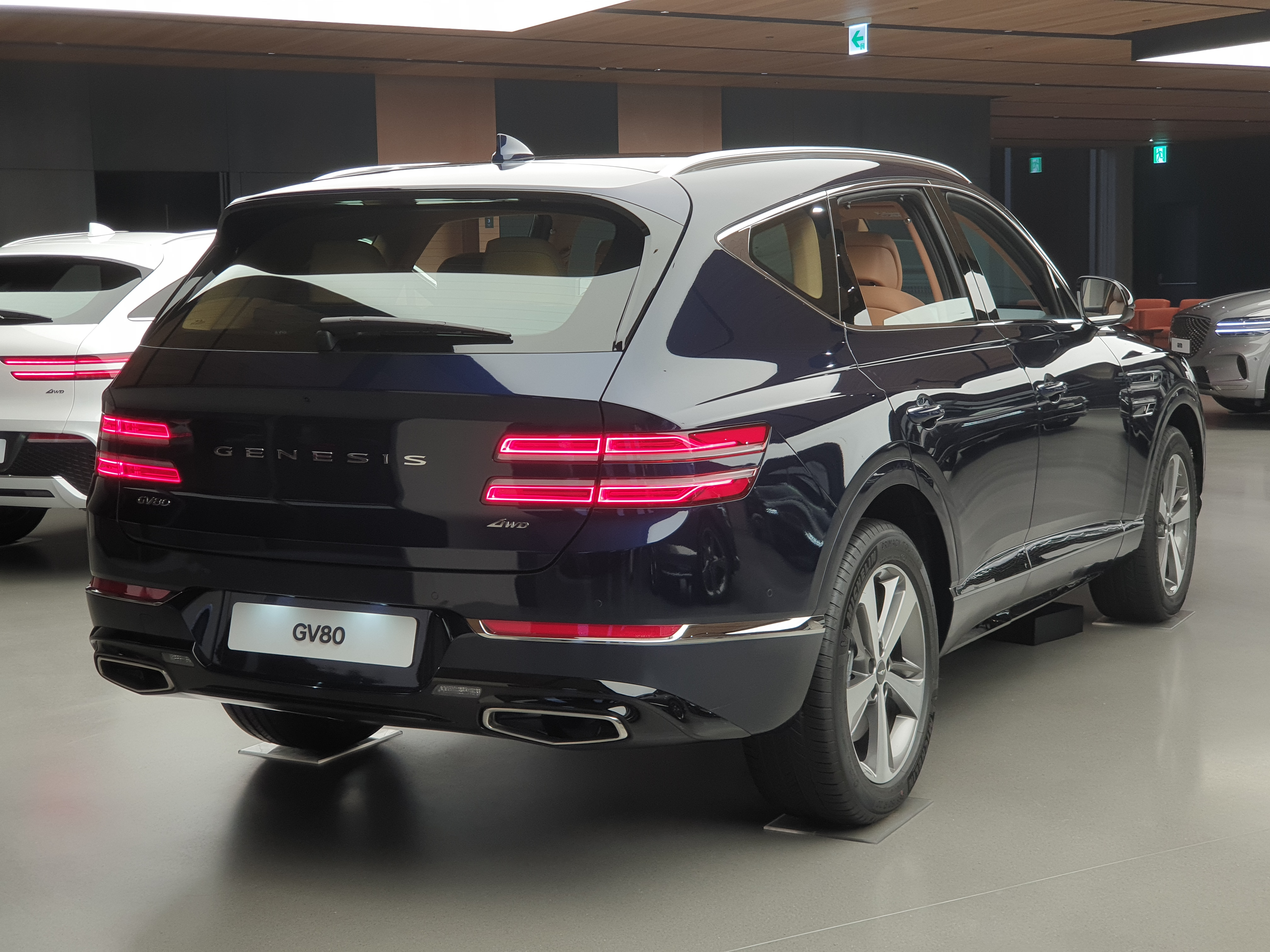
제네시스 GV80 후측면
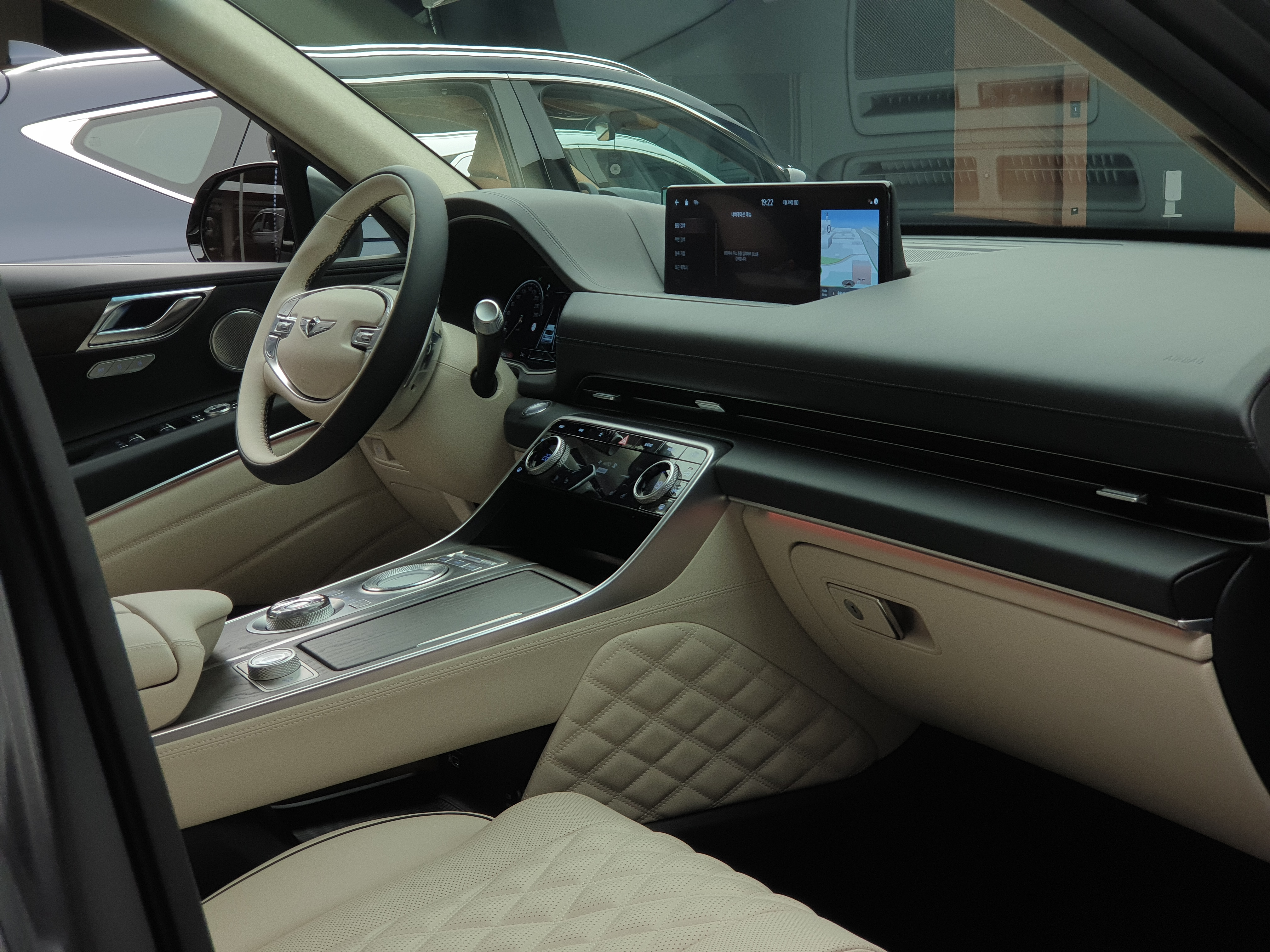
제네시스 GV80 실내

| 구분               | 2.5 가솔린 터보  | L6 3.0 디젤 터보 | V6 3.5 가솔린 터보 |
| ------------------ | ---------------- | ---------------- | ------------------ |
| 전장(mm)           | 4,945            | 4,945            | 4,945              |
| 전폭(mm)           | 1,975            | 1,975            | 1,975              |
| 전고(mm)           | 1,715            | 1,715            | 1,715              |
| 축간거리(mm)       | 2,955            | 2,955            | 2,955              |
| 윤거 전(mm)        | 1,674(19“)       | 1,674(19“)       | 1,674(20“)         |
| 윤거 후(mm)        | 1,689(19”)       | 1,689(19”)       | 1,689(20”)         |
| 엔진형식           | I4 2.5 T-Gdi     | I6 3.0 디젤      | V6 3.5 T-GDi       |
| 구동방식           | FR/4WD           | FR/4WD           | FR/4WD             |
| 배기량(cc)         | 2,497            | 2,996            | 3,470              |
| 최고출력(PS/rpm)   | 304/5,800        | 278/3,800        | 380/5,800          |
| 최대토크(kg.m/rpm) | 43.0/1,650-4,000 | 60.0/1,500-3,000 | 54.0/1,300-4,500   |
| 연료탱크용량(L)    | 80               | 80               | 80                 |

### 페이스리프트(2023년9월~현재)
2023년 9월 27일에 정식 공개됐으며 10월 11일부터 판매를 시작한다.
외관 전면부는 이중 메쉬 구조의 라디에이터 그릴과 G90에 처음 적용된 두 줄 MLA 헤드램프, 기요셰(Guilloché) 패턴이 각인된 신규 엠블럼이 적용됐다. 20인치와 22인치 휠 디자인이 변경되었으며 후면부에는 ‘히든 타입 머플러’가 적용됐다. 외장 색상은 신규 컬러인 스토르 그린을 포함해 총 12종으로 운영된다.
실내는 3스포크 스티어링 휠, 27인치 통합형 와이드 OLED 모니터, 터치 타입 공조 장치가 새롭게 적용됐으며 색상은 어스브라운, 보르도브라운, 글래이셔 화이트 등 신규 3종을 포함한 총 5종으로 운영된다.
프리뷰 전자제어 서스펜션, 2세대 엔진 마운팅 컨트롤 유닛(EMCU;Engine Mounting Control Unit), 횡풍 안정성 제어, 오토 터레인 모드 등 첨단 주행 신기술과 독립제어 풀오토 에어컨, 디지털키 2, 실내 지문 인증 시스템, 콘솔 암레스트 수납함 자외선 살균 기능, 열선 암레스트, 실내 향기 시스템, 2열 터치 타입 아웃 사이드 핸들 센서 등 전자·편의 사양을 탑재했다.
흡차음재를 보강하고 테일 게이트 차음 성능을 개선했으며 후석에서 OTT 서비스를 즐길 수 있는 14.6인치 스마트 엔터테인먼트 시스템, 뱅앤올룹슨 프리미엄 오디오 등 인포테인먼트 시스템이 추가로 운영된다.

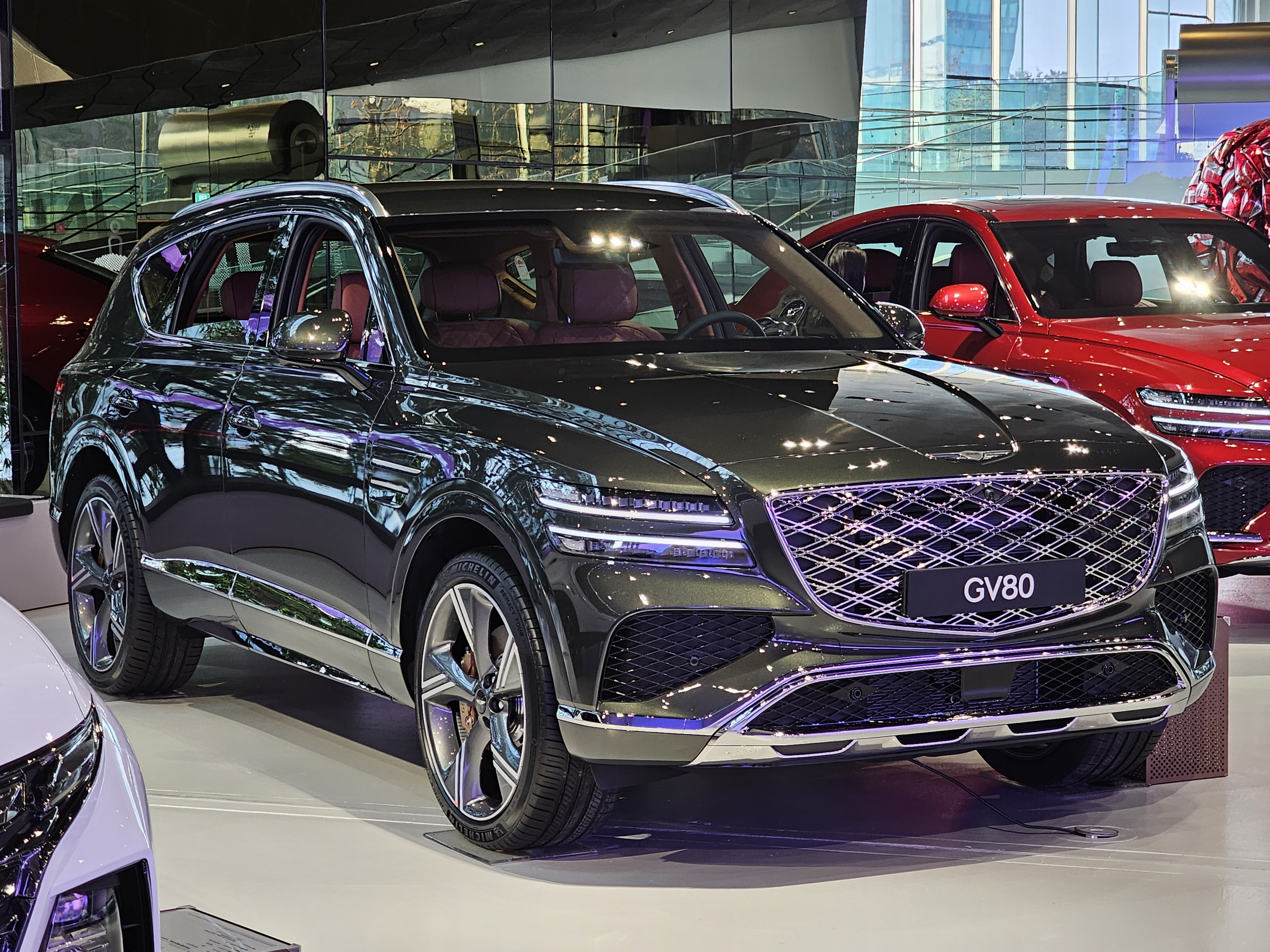
제네시스 GV80 페이스리프트
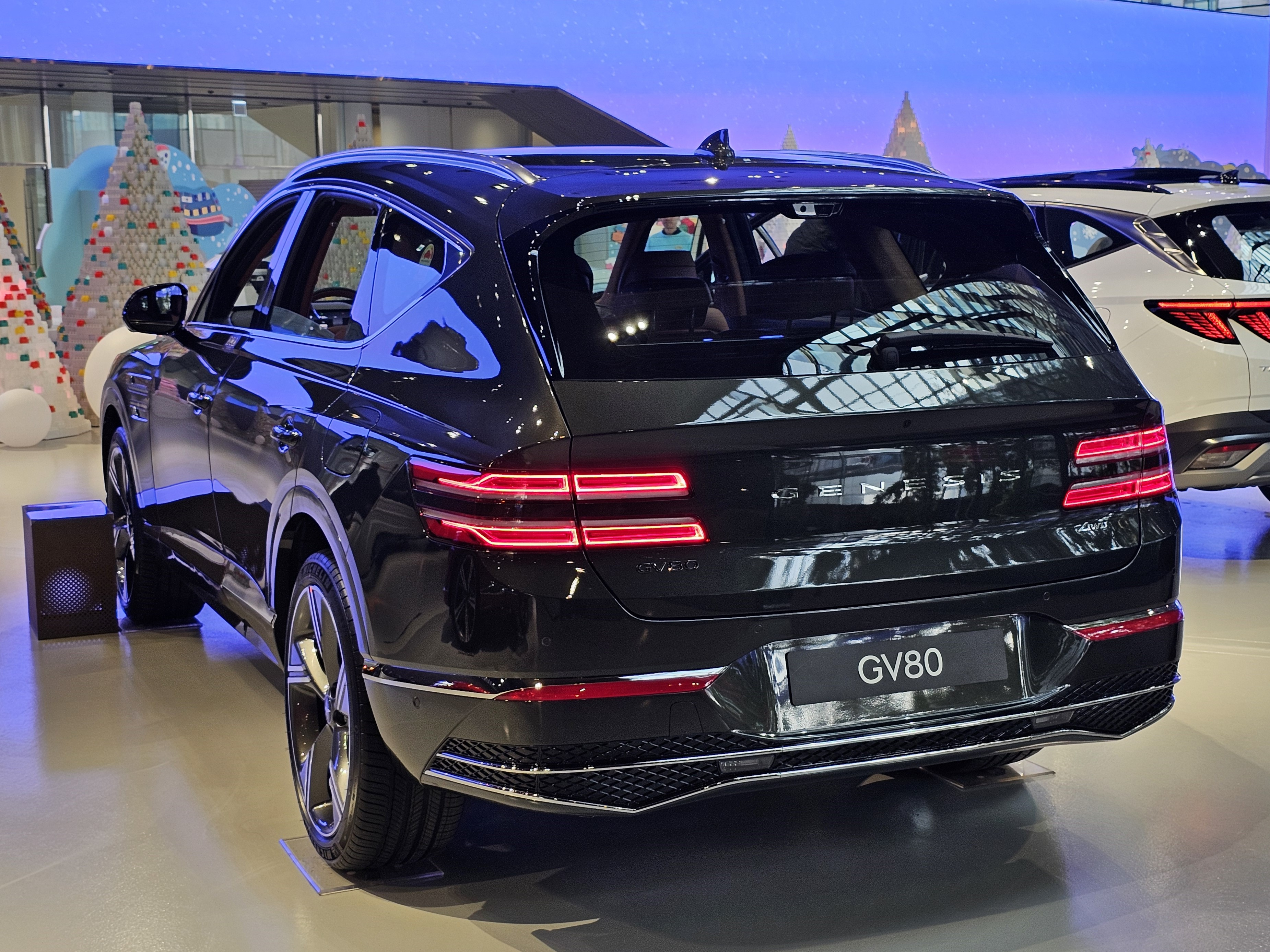
후면
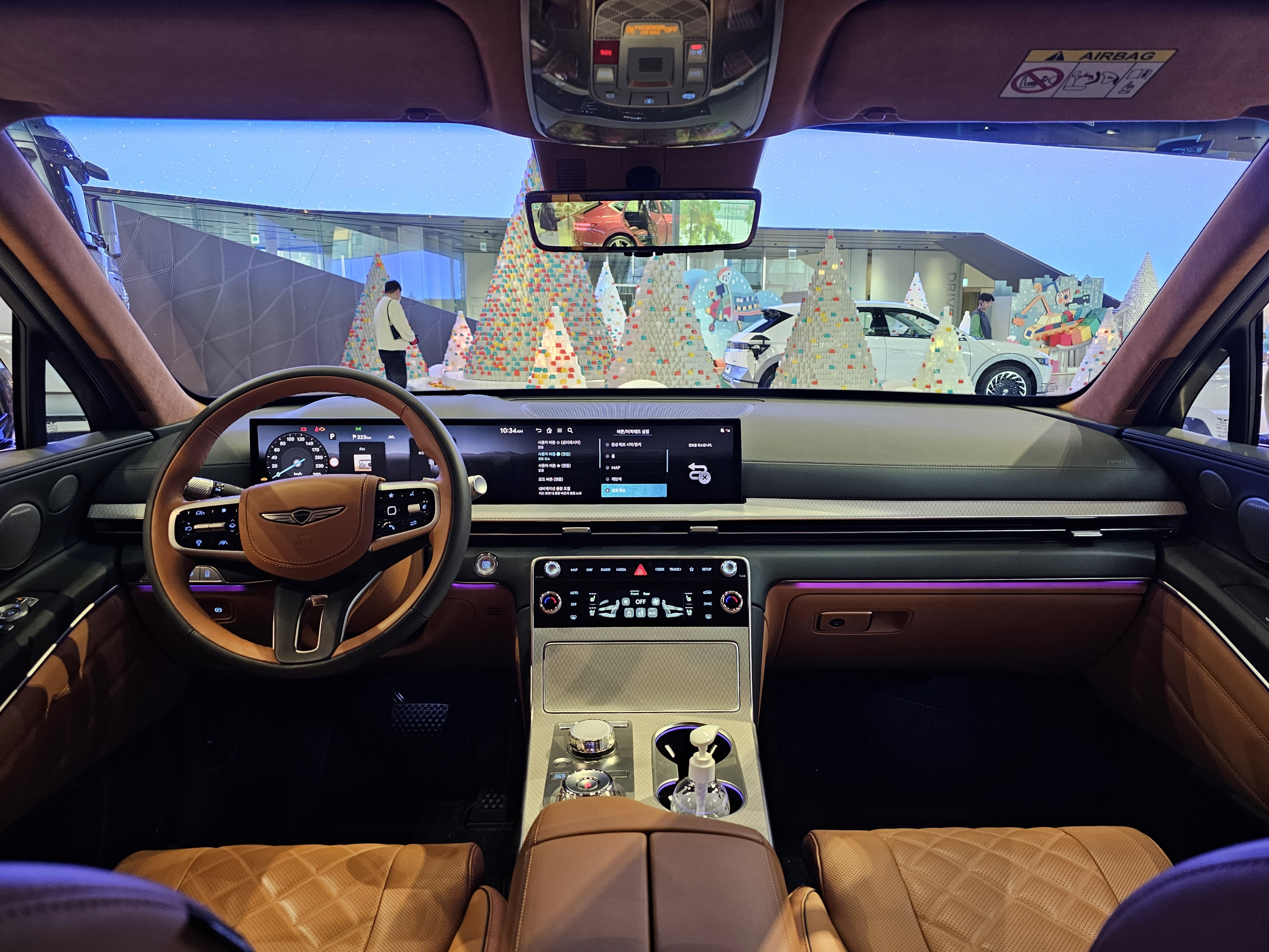
실내

### GV80 쿠페(2023년9월~현재)
2023년 9월 27일에 정식 공개됐으며 10월 11일부터 판매를 시작한다.
엔진은 기존 304마력 2.5리터 가솔린 터보 엔진, 380마력 V6 3.5리터 가솔린 트윈터보 엔진 외에 G90에 장착되는 415마력 V6 3.5리터 가솔린 슈퍼차저+터보 마일드 하이브리드 엔진이 추가된다. 273마력 직렬 6기통 3.0리터 커먼레일 디젤 엔진은 적용하지 않는다.
‘더블 레이어드 지-매트릭스(Double Layered G-Matrix)’ 패턴의 라디에이터 그릴이 적용되며 후면부에 LED 면 발광 리어 콤비 램프, 쿠페 전용 루프 스포일러 등을 적용해 기본형과 디자인을 차별화했다.
실내는 투 톤 컬러의 D컷 스티어링 휠, 전용 시트 패턴과 스티치, 카본 패턴 가니쉬를 적용했으며 총 6종의 내장 패키지가 운영된다.

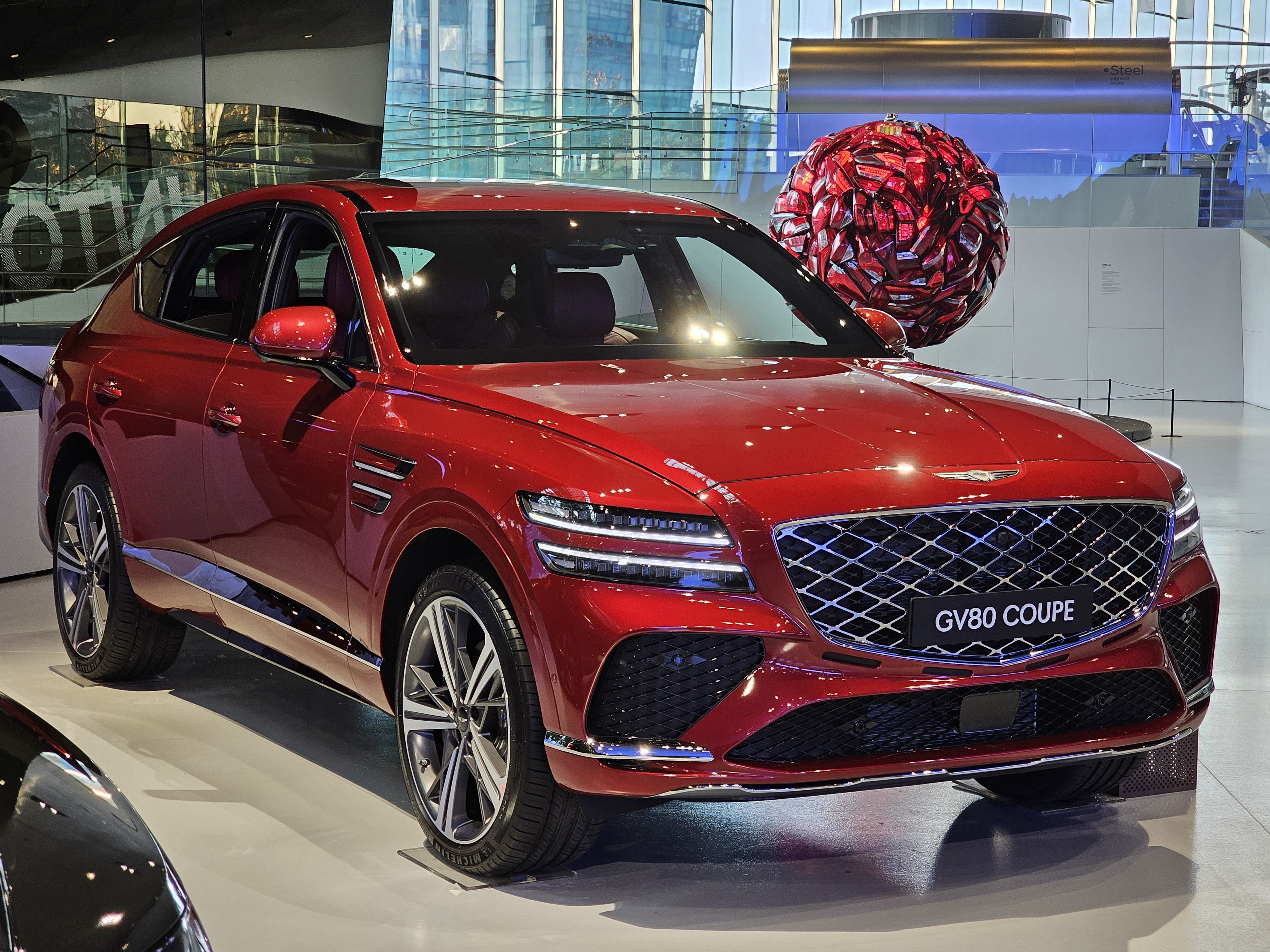
제네시스 GV80 쿠페
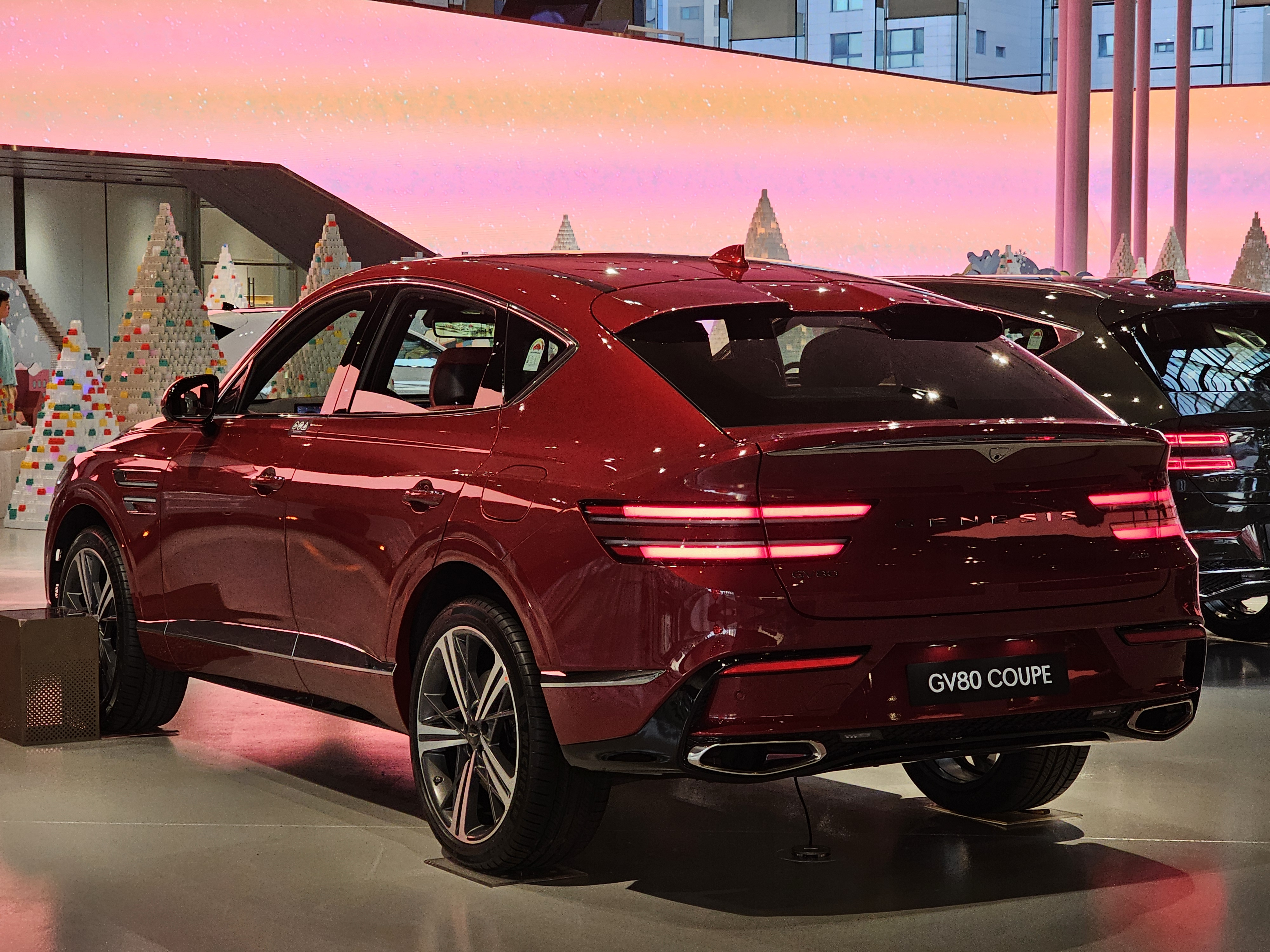
후면
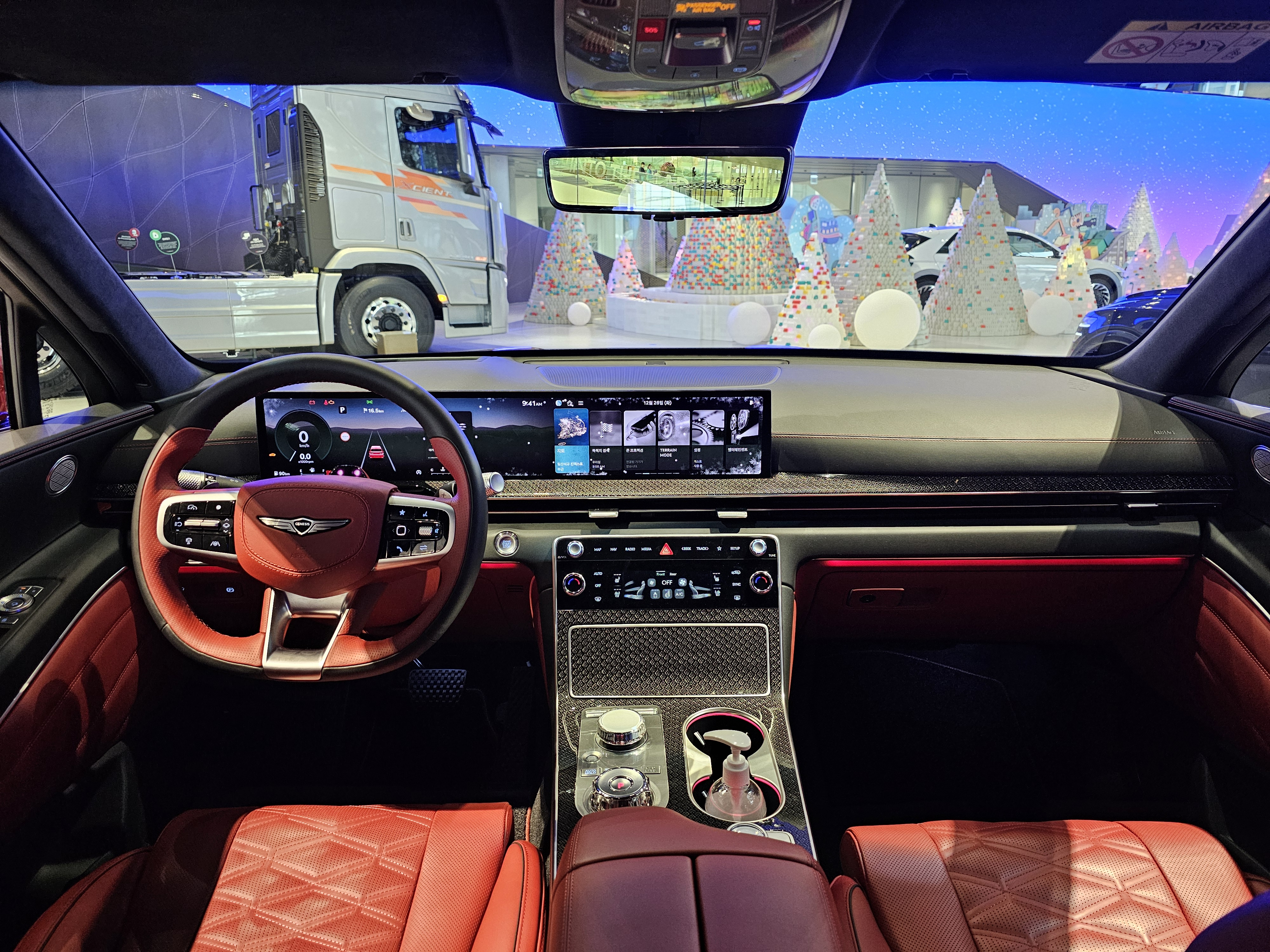
실내

### GV80 블랙 (2024년10월~ 현재)
2024년 10월 2일, GV80과 GV80 쿠페의 블랙 모델이 공개됐다. GV80 블랙은 ‘제네시스 G90 블랙’에 이은 브랜드 두 번째 블랙 모델로 내외장 디테일을 블랙으로 마감하고 전용 소재와 사양을 적용한 것이 특징이다.
GV80 블랙의 외관은 라디에이터 그릴, 범퍼 가니쉬, 전면 엠블럼, DLO 몰딩, 루프랙, 리어 범퍼 몰딩, 헤드램프 내부 사이드 베젤 등을 블랙 색상으로 마감했으며 유광 블랙 색상의 22인치 휠과 전용 플로팅 휠캡이 기본 적용된다.
실내는 노브 및 스위치류, 전자식 변속 다이얼(SBW) 글라스 내부 장식, 가죽 내장재 스티치, 글로브박스 개폐 버튼을 모두 블랙으로 표현했으며 GV80 블랙 전용 리얼우드 가니쉬, 시트 가죽, 시트 퀼팅 및 파이핑, 카매트가 적용됐다.
승·하차 시에는 27인치 통합형 와이드 디스플레이에 GV80 블랙 전용 애니매이션을 새롭게 구현했다.

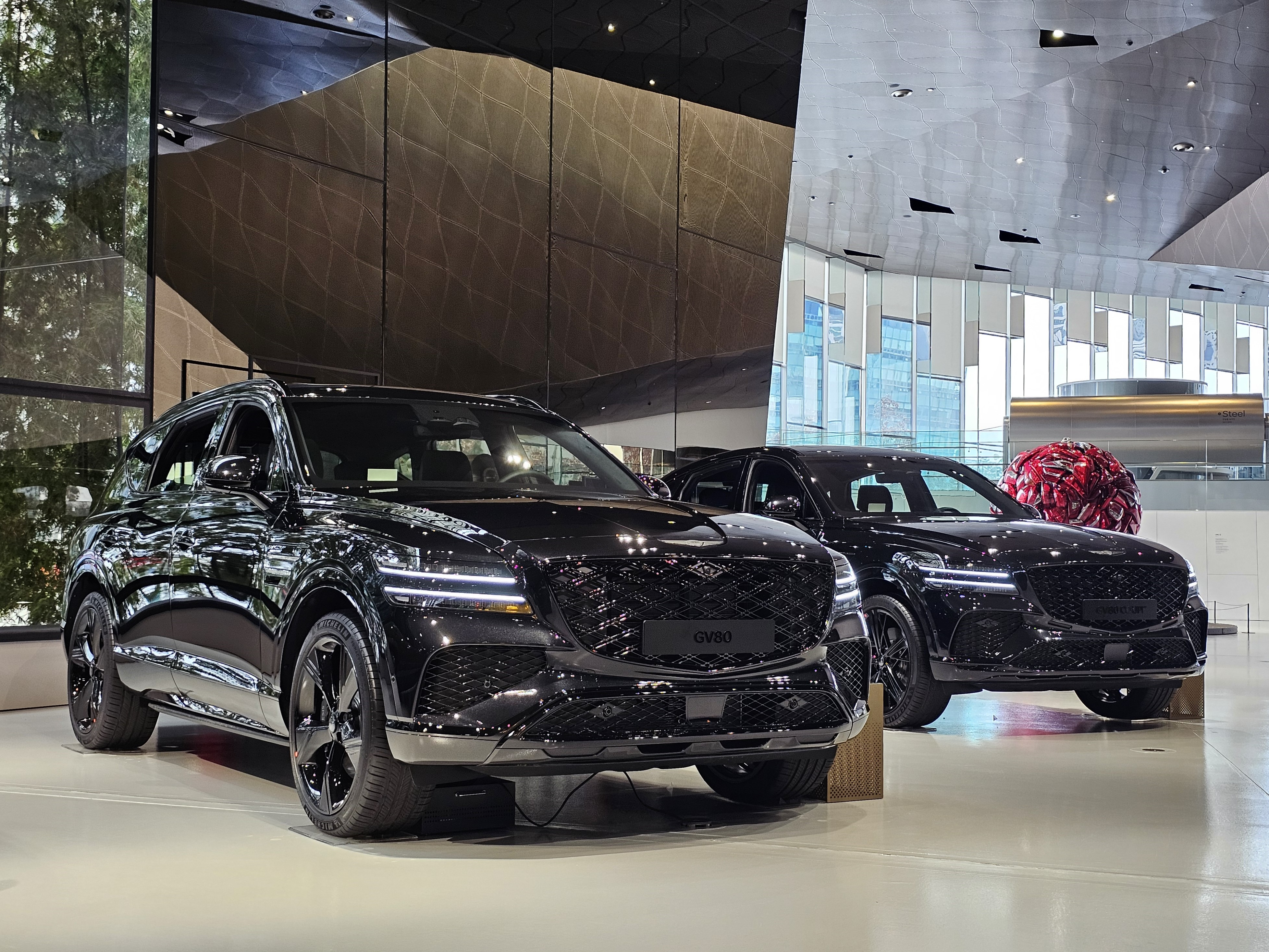
제네시스 GV80 블랙
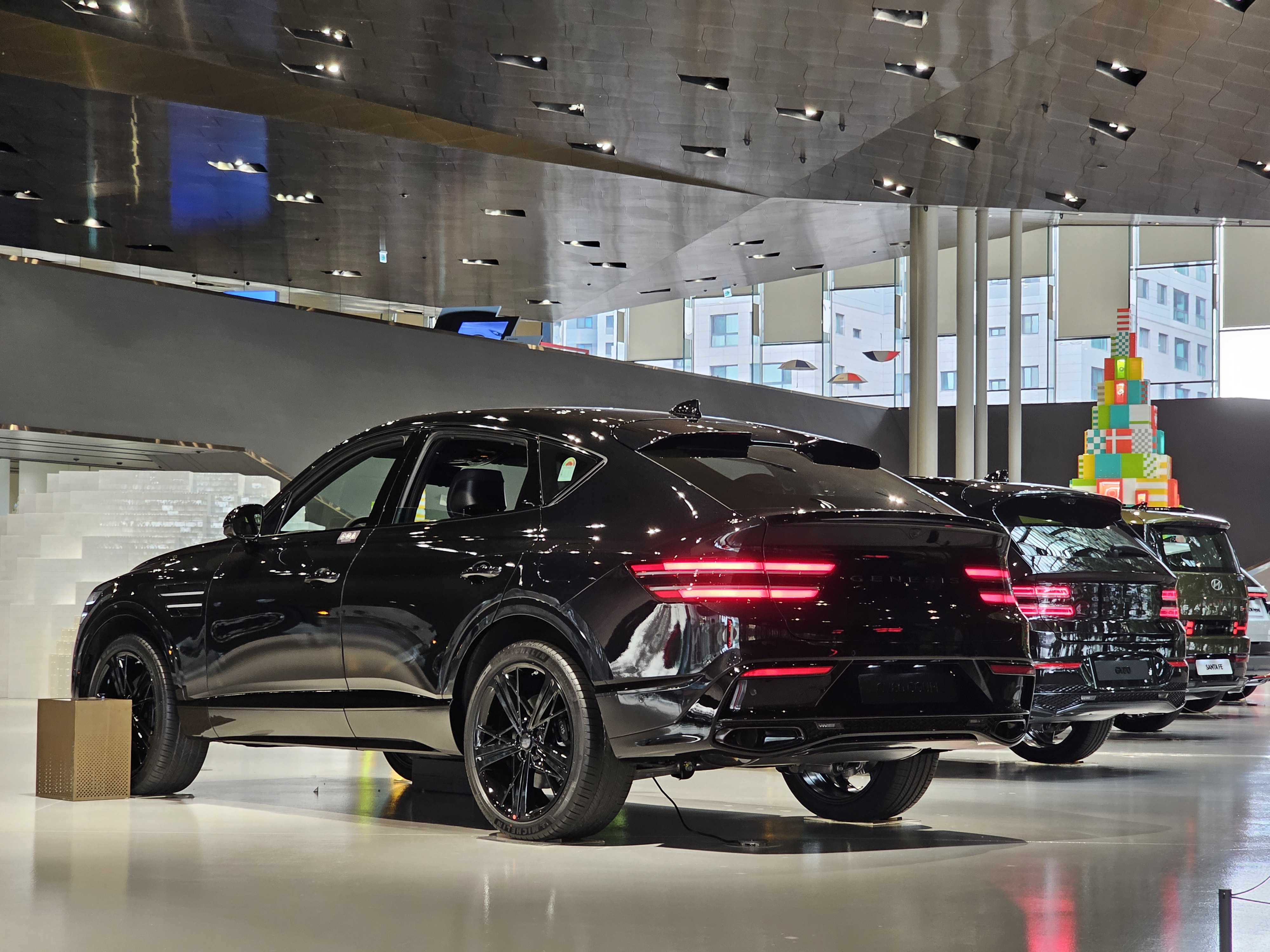
후면
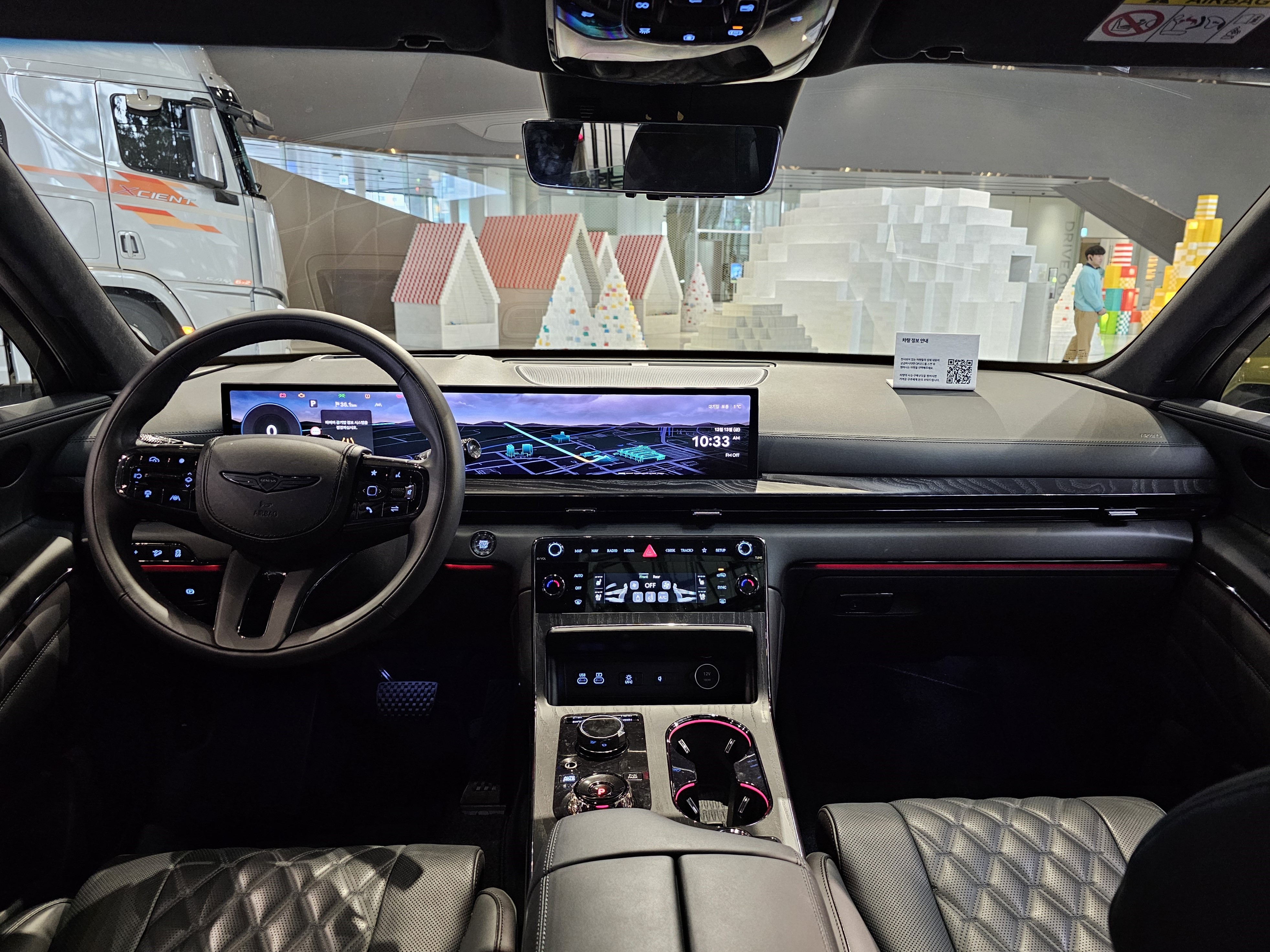
실내

## 파생 모델

### GV80 데저트 에디션
사우디 아라비아에서 공개된 GV80 데저트 에디션은 차고와 댐핑 설정이 가능한 커스텀 서스펜션 등 험로 주행에 최적화된 튜닝이 되어 있으며, 카프리 블루 컬러와 흰색 스트라이프 패턴이 적용됐고, 확장된 전면 및 후면부 펜더, 비드락 단조 휠, LED 라이팅 시스템, 커스텀 루프랙 등이 장착됐다. 또한 프리미엄 소재의 스테인리스 스틸 내장재, 구급 키트와 통신 장치를 탑재하기 위한 다기능 저장 솔루션, 각종 수리 키트를 보관할 수 있는 서랍형 카고 시스템 등이 탑재됐다.
세계에서 가장 험난한 오프로드 레이스인 2025 다카르 랠리에 GV80 데저트 에디션으로 참가해 사막 길을 6,000km 이상 주행을 마쳤다.

## 수상 내역
- 미국 카 앤 드라이버 <2025 에디터스 초이스 어워즈> - '중형 럭셔리 SUV' 부문